# Judith Bellaïche

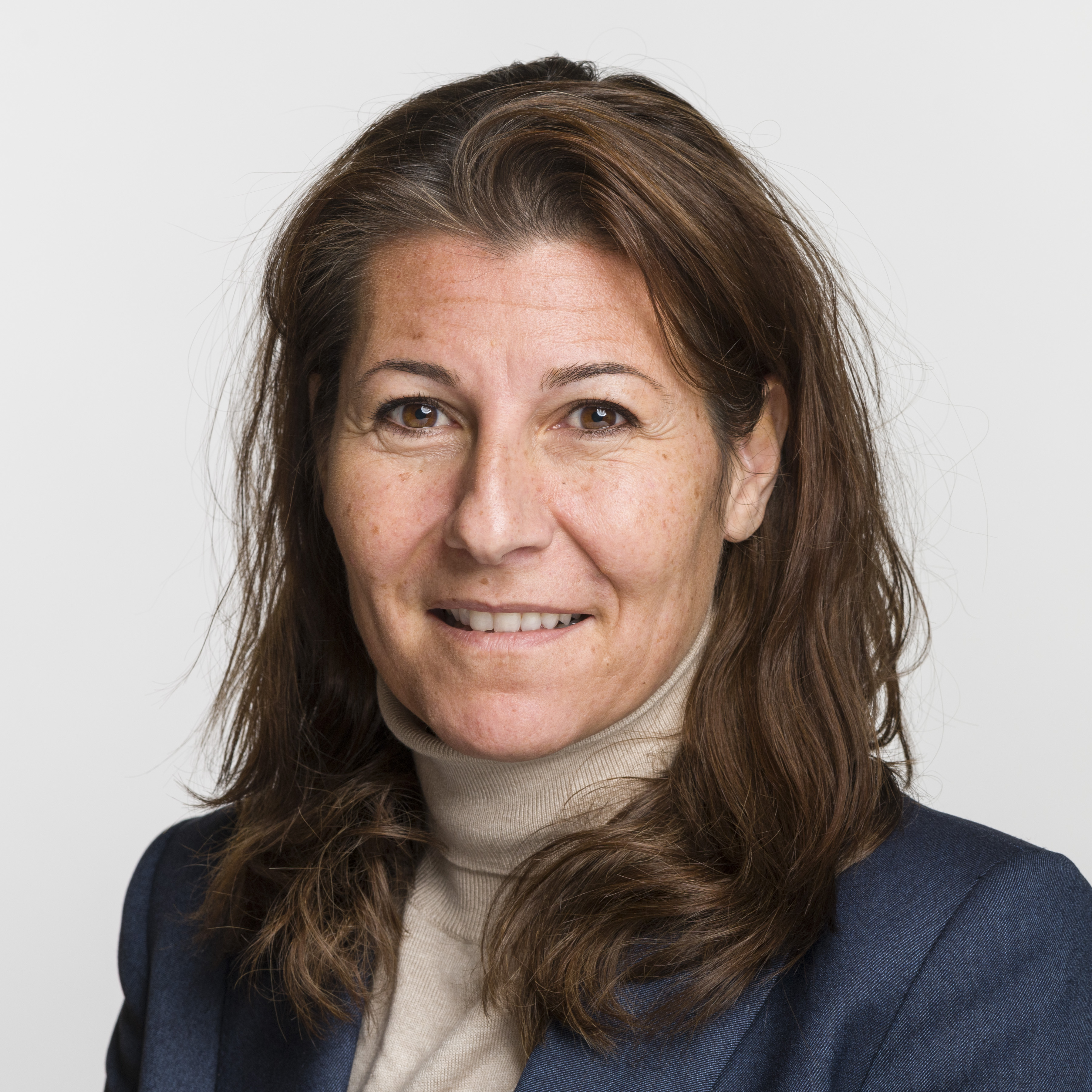
Judith Bellaïche (2019)

Judith Sarah Bellaïche Jäger (* 2. Februar 1971 in Lille, Frankreich; heimatberechtigt in Binningen und Pfäfers-Vättis) ist eine Schweizer Politikerin (GLP). Von 2019 bis 2023 war sie Nationalrätin. Seit Mai 2019 ist sie Geschäftsführerin von Swico, einem Wirtschaftsverband der Schweizer ICT- und Online-Branche.

## Beruf
Judith Bellaïche hat an der Universität Basel Jura studiert und mit dem Lizentiat abgeschlossen. 2017 hat sie an der Universität St. Gallen einen Executive MBA in General Management absolviert. Sie war während einigen Berufsjahren in der Finanzbranche tätig und hat ein Start-up mitbegründet. Nach ihrem Einstieg in die Politik konzentrierte sie sich ausschliesslich darauf, ehe sie 2019 die Leitung des Wirtschaftsverbands Swico übernahm.

## Politische Tätigkeit
Während acht Jahren war Judith Bellaïche Gemeinderätin in ihrer Wohngemeinde im zürcherischen Kilchberg. Sie war Vorsteherin des Ressorts Hochbau, Liegenschaften und Planung. 2011 wurde sie in den Zürcher Kantonsrat gewählt. Dort war sie von 2015 bis 2019 Mitglied der Interfraktionellen Konferenz. Ab 2015 war sie Mitglied der Kommission für Wirtschaft und Abgaben WAK. Bei den Nationalratswahlen 2019 wurde sie in den Nationalrat gewählt und trat aus dem Kantonsrat zurück. Unter anderem setzte sie sich für Start-ups ein, welche von den wirtschaftlichen Folgen der COVID-19-Pandemie betroffen waren, sowie für Rechtssicherheit für Whistleblower. 
Bei den Wahlen 2023 wurde sie nicht wiedergewählt.

## Privatleben
Judith Bellaïche ist verheiratet und hat zwei Söhne. Sie lebt mit ihrer Familie in Kilchberg im Kanton Zürich. Sie ist französisch-schweizerische Doppelbürgerin.